# Villa de Álvarez (gemeente)
Villa de Álvarez is een gemeente in de Mexicaanse deelstaat Colima. De hoofdplaats van Villa de Álvarez is Ciudad de Villa de Álvarez. Villa de Álvarez heeft een oppervlakte van 428 km² en 100.121 inwoners (census 2005).
Armería · Colima · Comala · Coquimatlán · Cuauhtémoc · Ixtlahuacán · Manzanillo · Minatitlán · Tecomán · Villa de Álvarez